# Binjai (Bunguran Barat)
Binjai is een bestuurslaag in het regentschap Natuna van de provincie Riau-archipel, Indonesië. Binjai telt 619 inwoners (volkstelling 2010).